# Spinoberea subspinosa
Spinoberea subspinosa là một loài bọ cánh cứng trong họ Cerambycidae.